# Visible World
Albums de Jan Garbarek
Officium
(1993) Rites
(1998)
 Visible World est un album du saxophoniste norvégien Jan Garbarek, paru en 1996 sur le label Edition of Contemporary Music. C'est un disque avec Jan Garbarek au saxophone ténor et soprano, Rainer Brüninghaus au piano, Eberhard Weber à la contrebasse, Marilyn Mazur aux percussions et Manu Katché à la batterie. Le disque est enregistré en juin 1995 par Jan Erik Kongshaug au Rainbow Studio à Oslo.

## Description

### Musiciens
- Jan Garbarek - saxophone ténor, saxophone soprano, synthétiseurs, Meraaker clarinet, percussions
- Rainer Brüninghaus - piano
- Eberhard Weber - contrebasse
- Marilyn Mazur - percussions
- Manu Katché - batterie

Invités:
- Mari Boine - voix
- Trilok Gurtu - tabla

### Titres
1. Red Wind - 3:52
2. The Creek - 4:30
3. The Survivor - 4:46
4. The Healing Smoke - 7:13
5. Visible World, chiaro - 4:07
6. Desolate Mountains I - 6:46
7. Desolate Mountains II - 6:02
8. Visible World, chiaro - 4:07
9. Giuletta - 3:45
10. Desolate Mountains III - 1:28
11. Pygmy Lullaby - 6:12
12. The Quest - 2:58
13. The Arrow - 4:21
14. The Scythe - 1:48
15. Evening Land - 12:29